# Hippolyte Balavoine

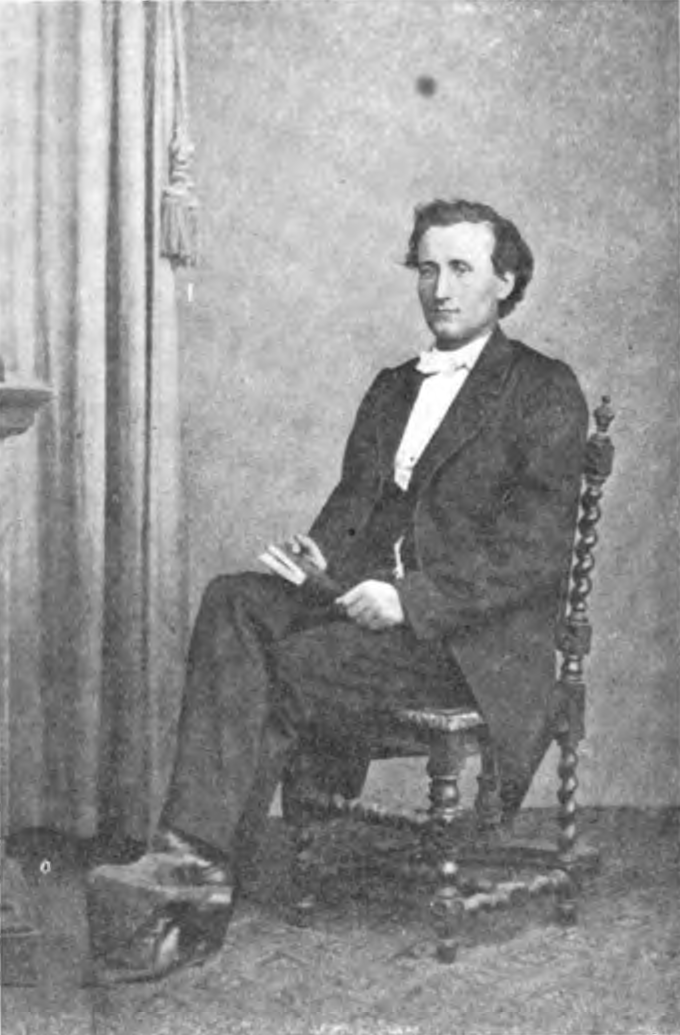
Porträt von Hippolyte Balavoine

Hippolyte, genannt Emile Balavoine (* 22. April 1840 in London; † 23. Februar 1925 in Carouge) war ein französischstämmiger Schweizer evangelischer Geistlicher und Hochschullehrer.

## Leben

### Familie
Hippolyte Balavoine war der Sohn von Jean-Baptiste Hippolyte und dessen Ehefrau Jaqueline-Dorothée (geb. Maurer).
Er war seit 1874 verheiratet mit Louise-Henriette-Rodolphine, Tochter von Pierre-François Girard dit Guerre.
1867 erfolgte seine Einbürgerung in Genf.

### Ausbildung
Hippolyte Balavoine immatrikulierte sich 1859 an der Universität Genf zu einem Theologiestudium, das er später an der Universität Straßburg fortsetzte. Er promovierte 1864 mit seiner Dissertation La définition de la justification par la foi selon Calvin exposée dans sa nature, ses sources et ses conséquences zum Bakkalaureus; im gleichen Jahr erfolgte in Genf seine Konsekration.

### Werdegang
Hippolyte Balavoine wurde 1868 Pfarrer in Carouge, bis er 1889 Pfarrer in Genf wurde; in dieser Zeit war er von 1889 bis 1899 Mitglied des Kirchgemeinderats.
1889 wurde er zum Präsidenten der Compagnie des pasteurs gewählt. 1897 wurde er als Professor für Moraltheologie an die Universität Genf berufen und blieb in diesem Lehramt bis 1915.
Er wurde 1908 Mitglied der Verfassunggebenden Versammlung, die nach der Trennung von Kirche und Staat mit der Ausarbeitung der Verfassung der evangelisch-reformierten Landeskirche betraut wurde.

### Geistliches und schriftstellerisches Wirken
Als Vertreter eines liberalen Protestantismus und Verfechter der Genfer Landeskirche war Hippolyte Balavoine von 1876 bis 1878 Redakteur bei der Alliance libérale.

## Schriften (Auswahl)
- La définition de la justification par la foi selon Calvin exposée dans sa nature, ses sources et ses conséquences. 1864.
- Lamartine dans les Alpes. 1908.
- Le Nouveau Testament et la gouvernement de droit divin. 1909.
- Dans les Alpes et le Jura: souvenirs d'un alpiniste. Paris 1911.